# ビィ・フォアード
株式会社ビィ・フォアード（英: BE FORWARD CO.,LTD.）は、東京都港区に本社を置き、中古車、中古の自動車パーツを自社開発の越境ECサイトで海外に販売する日本の企業である。

## 概要
- ビィ・フォアードは2004年、山川博功によって設立。
- 越境ECサイトにて中古自動車を海外に販売している。（国内向けには販売していない）
- 同サイトの月間ページビューは、2015年5月時点で5600万PV[2]。
- 取引相手国は、世界207の国と地域[3]。そのうちアフリカが54カ国で、輸出台数全体の約5割を占めている[4]。

- 社員の約3割が外国人で、国籍は約30か国にも及ぶ[5][6]。

- 2024年6月に日本ネット経済新聞で発表された「ネット通販売上高ランキング」では、日本国内11位。[7]

- 2019年3月に日本流通産業新聞で発表された「中古品EC売上高ランキング」では、日本国内1位。[8]
- 2023年6月期の売上高が1,084億円となり、初の1,000億円超えとなった。[9]

## 社名・ロゴ

### 由来
「ビィ・フォアード」の由来は、創業者山川博功の母校でもある明治大学でラグビー部の監督を務めた北島忠治監督が唱えた「前へ」というスローガンから。

### ロゴ
シンボルマークはオレンジ色の矢をモチーフとした「オレンジアロー」。
ビジネスの拡大に伴い、2018年1月11日にコーポレートロゴを刷新。シンボルマークであるアロー（矢）と「F」のロゴデザインをリンクさせ、前へと進化を遂げる意思を「F」のデザインに込め、文字フォントを太く、インパクトの強い書体で前向きなエネルギーを表現するとともに、モバイル端末など解像度が低く画面の小さい画面での視認性を高めた。

## 沿革
- 2004年（平成16年）
  - 3月 - 株式会社ビィ・フォアード設立
- 2005年（平成17年）
  - 2月 - ニュージーランドに現地法人を設立
- 2009年（平成21年）
  - 11月 - 調布市下石原1－8－1 へ移転
- 2010年（平成22年）
  - 4月 - 調布市布田4－6－1　調布丸善ビル7階 へ移転
- 2011年（平成23年）
  - 5月 - 沖縄オフィス設立
- 2012年（平成24年）
  - 9月 - 沖縄オフィスを移転
  - 10月 - アフリカのタンザニアに現地法人を開設
- 2013年（平成25年）
  - 8月 - モンゴルのウランバートル市に現地事務所を開設
  - 9月 - アフリカのザンビアに現地法人を開設
  - 12月 - 調布市布田4-6-1 調布丸善ビル8階へ移転
- 2014年（平成26年）
  - 3月 - ザンビア郵政公社と業務提携
- 2015年（平成27年）
  - 3月 - ジョージアにエージェントオフィス開設
  - 3月 - マラウイのプロサッカーチームビィ・フォアード ワンダラーズFCの実質的な運営開始
  - 4月 - 株式会社ビッグウェーブと業務提携[12]
  - 6月 - ジンバブエにエージェントオフィス開設
  - 7月 - タンザニアに物流倉庫「ビィ・フォアード　モール」をオープン
- 2016年（平成28年）
  - 4月 - タンザニア最大の都市ダル・エス・サラームでバイク急便サービス開始[13]
- 2017年（平成29年）
  - 7月 - 韓国の金融グループKBキャピタルと業務提携[14]
  - 8月 - タンザニアの石油製品販売会社オイルコムと業務提携[15]
  - 12月 - モンゴルにライフスタイル関連商品の実店舗「FUJI SHOP」を開業[16]
- 2018年（平成30年）
  - 1月 - コーポレートロゴ刷新[11]
  - 2月 - 西アフリカ初の公式エージェントオフィスをガーナに開設[17]
  - 7月 - カリブ初の公式エージェントオフィスをドミニカ共和国に開設[18]
- 2019年（令和1年）
  - 12月 - ウエスタンユニオンのクロスボーダー決済サービス開始[19]
- 2020年（令和2年）
  - 5月 - カーセブンと提携開始[20]
  - 11月 - 東京都調布市布田4-20-2　調布NKビル2階 へ移転[21]
- 2021年（令和3年）
  - 4月 - アフリカマーケットリサーチサービス開始[22]
  - 4月 - 韓国支店開設[23]
  - 8月 - 東京都港区六本木6-10-1 六本木ヒルズ森タワー37階 へ移転[24]
- 2022年（令和4年）
  - 1月 - ウクライナに公式エージェントオフィスを開設[25]
- 2023年（令和5年）
  - 7月 - 海外輸送ワン・ストップ・サービス「ポチロジ」サイトリニューアル[26]
- 2024年（令和6年）
  - 3月 - 創立20周年記念パーティーで上場に向けた準備を発表[27]

## 事業

### 中古車輸出
2004年の創業当初にニュージーランド向けに始めた中古車輸出事業は、その後アフリカ市場に活路を見出し、10年後の2014年には年間12万6,000台を超える中古車を124か国に輸出する規模になる。2023年3月時点で輸出先は世界207の国と地域に及ぶ。2017年から本格的に強化してきた三国間貿易（海外在庫を日本を介さず第三国へ輸出）は、韓国をメインにタイ、英国、米国、オランダ、シンガポール、アラブ首長国連邦（ドバイ）など計8か国から207の国と地域へ輸出。海外600社のサプライヤーと提携するまでに拡大。

### 越境ECサイト
自社開発の越境ECサイト（海外向けECサイト）の「BE FORWARD.JP」（2007年6月サイトオープン）から、世界中のどこからでも24時間注文できる仕組みを構築。同サイトの月間ページビューは、2015年5月時点で5600万PV。アフリカのザンビアでは6番目に、ポリネシアのサモアでは7番目に見られている。世界中の新興国からアクセス件数が急増して居るのが目に止まり、Googleのアメリカ本社から副社長が、山川社長に会いにやってきたという。同サイトでは中古車1台に対して35枚の写真が掲載されており（通常の中古車サイトであれば多くて10枚程度）、チャットでの質問に対して即座に対応することができるため、購入希望者の不安も解消しニーズにこたえている。ビィ・フォアードの顧客は銀行送金、PayPal、ビットコイン、ウエスタンユニオンなど、様々なニーズにあわせた決済サービスのご利用が可能。

### オートパーツ
2014年6月に自動車パーツ販売サイト（https://autoparts.beforward.jp/）をオープン。全国規模のパーツ組合と業務提携を行った事によりサイトへの掲載点数は350万点に。自動車パーツの掲載点数は、コンシューマー向け自動車パーツサイトとして世界最大級。

### ポチロジ
海外販売や海外マーケットの拡大を狙う企業や海外へ荷物を送付したい一般消費者に、貨物を輸送するサービス。これまで200を超える国と地域への中古車輸出を通して獲得した同社の流通網を活かし、国際航空輸送、自社コンテナ混載、中古車輸送のサービスを、輸送手続きから現地配送までワンストップで対応している。以前は中古車輸送サービスのみに焦点を当てていたが、自社コンテナ混載サービスと国際航空輸送サービスの発送手順の説明や過去の事例紹介をサイトに記載するなど、一般消費者でも国際輸送に対して具体的なイメージを理解しやすいサイトを作り、国際航空輸送見積もりをサイトの専用フォームから簡単に依頼することも可能にした。当サービスでは、国内の顧客から海外の受取人までの間を、同社と現地代理店が引き取り・梱包から手続き・輸出、通関、現地での輸送まで煩雑な作業を代行する。オリジナルキャラクターは「ポチ」。サービス名の由来は、ECサイトの様にクリックするだけで簡単に世界へ荷物を送れるサービス「ポチっと物流」から。

### 中古車輸出プラットフォーム
「BE FORWARD Marketplace」は、中古車サプライヤーが中古車を海外に販売できるプラットフォーム。ビィ・フォアードの越境ECサイトへサプライヤーの商品を掲載した後、ビィ・フォアードが販売、輸出、納車まで一気通貫で対応する。BE FORWARD Marketplaceでは同社が運営する「BE FORWARD.JP」の世界各国・地域の顧客が集まる商品を掲載料・手数料無料で掲載することができ、顧客との商談や代金回収、 輸送、 輸出の手続きなど市場参入にはハードルが高い業務もすべて同社が対応。日本国内の展示車両もしくは在庫の写真を掲載するだけで海外販売チャネルを増やすことができる。

### ビィ・フォアード　リアルエステート
タンザニアとザンビアで展開している不動産サイト「ビィ・フォアードリアルエステート」は、両国でトップクラスのアクセス数を誇っている。これらのサイトは、単にローカルの情報を掲載するだけでなく、世界中からアクセスがあるという特徴がある。これは、ビィ・フォアードのブランド力と、アフリカへの投資やバケーションに関心を持つ人々が増えていることを示している。今後は、アフリカの様々な国で不動産サイトをオープンさせ、事業を拡大していく計画である。。

### BE FORWARD FINANCE MONGOLIA
モンゴルにおける自動車ローン事業を手掛ける子会社BE FORWARD FINANCE MONGOLIA ノンバンク金融機関をモンゴルのウランバートル市に設立し、自社グループで取り扱った中古自動車に対して購入意思を示されたお客様に限り、低金利な自動車ローンを提供している。

## ブランドメッセージ

### GATEWAY TO THE WORLD（2023年8月～）
事業提携する会社、そしてお客様の双方にとって「世界につながる」扉、”Gateway”を開くことで、グローバルなネットワークとパートナーシップを通じて、人、場所、文化をつなぐという想いが込められている。

#### 過去のブランドメッセージ
・「With Japanese Quality」（2014年 - 2023年）